# Buljevići
Buljevići (cyr. Буљевићи) – wieś w Bośni i Hercegowinie, w Republice Serbskiej, w gminie Milići. W 2013 roku liczyła 66 mieszkańców.